# Wendesser Moor
Wendesser Moor este o arie protejată (arie de protecție specială avifaunistică — SPA) din Germania întinsă pe o suprafață de 138 ha, integral pe uscat.

## Localizare
Centrul sitului Wendesser Moor este situat la coordonatele 52°21′42″N 10°13′20″E / 52.3617°N 10.2222°E.

## Înființare
Situl Wendesser Moor a fost declarat arie de protecție specială avifaunistică în iunie 2001 pentru a proteja 16 specii de animale.

## Biodiversitate
Situată în ecoregiunea atlantică, aria protejată nu include niciun habitat protejat.
La baza desemnării sitului se află mai multe specii protejate de  păsări (16): erete de stuf (Circus aeruginosus), cristeiul de câmp (Crex crex), becațină comună (Gallinago gallinago), Grus grus grus, sfrâncioc roșiatic (Lanius collurio), pescăruș râzător (Larus ridibundus), codobatura galbenă (Motacilla flava), grangur (Oriolus oriolus), Podiceps grisegena grisegena, Podiceps nigricollis nigricollis, Porzana parva parva, cresteț pestriț (Porzana porzana), Rallus aquaticus aquaticus, mărăcinar (Saxicola rubetra), Tachybaptus ruficollis ruficollis, nagâț (Vanellus vanellus).